# Емілі Геґарті
Емілі Геґарті (англ. Emily Hegarty, нар. 3 серпня 1998) — ірландська веслувальниця, бронзова призерка Олімпійських ігор 2020 року.

## Виступи на Олімпіадах
| Олімпіада  | Дисципліна | Місце |
| ---------- | ---------- | ----- |
| Токіо 2020 | четвірки   | 3     |
| Париж 2024 | четвірки   | 7     |

## Зовнішні посилання
- Емілі Геґарті [Архівовано 28 липня 2021 у Wayback Machine.] на сайті FISA.